# Kenichi Takahashi
Pour les articles homonymes, voir Takahashi.
Kenichi Takahashi, né en 1955, est un astro-bibliographe japonais.
Il publia, à Tokyo en 1979, la Bibliographie astronomique riche de 3 000 livres sur l'astronomie publiés au Japon. Il travaille aussi sur l'histoire de l'astronomie, sur les globes anciens et sur les instruments scientifiques.